# 필 잭슨

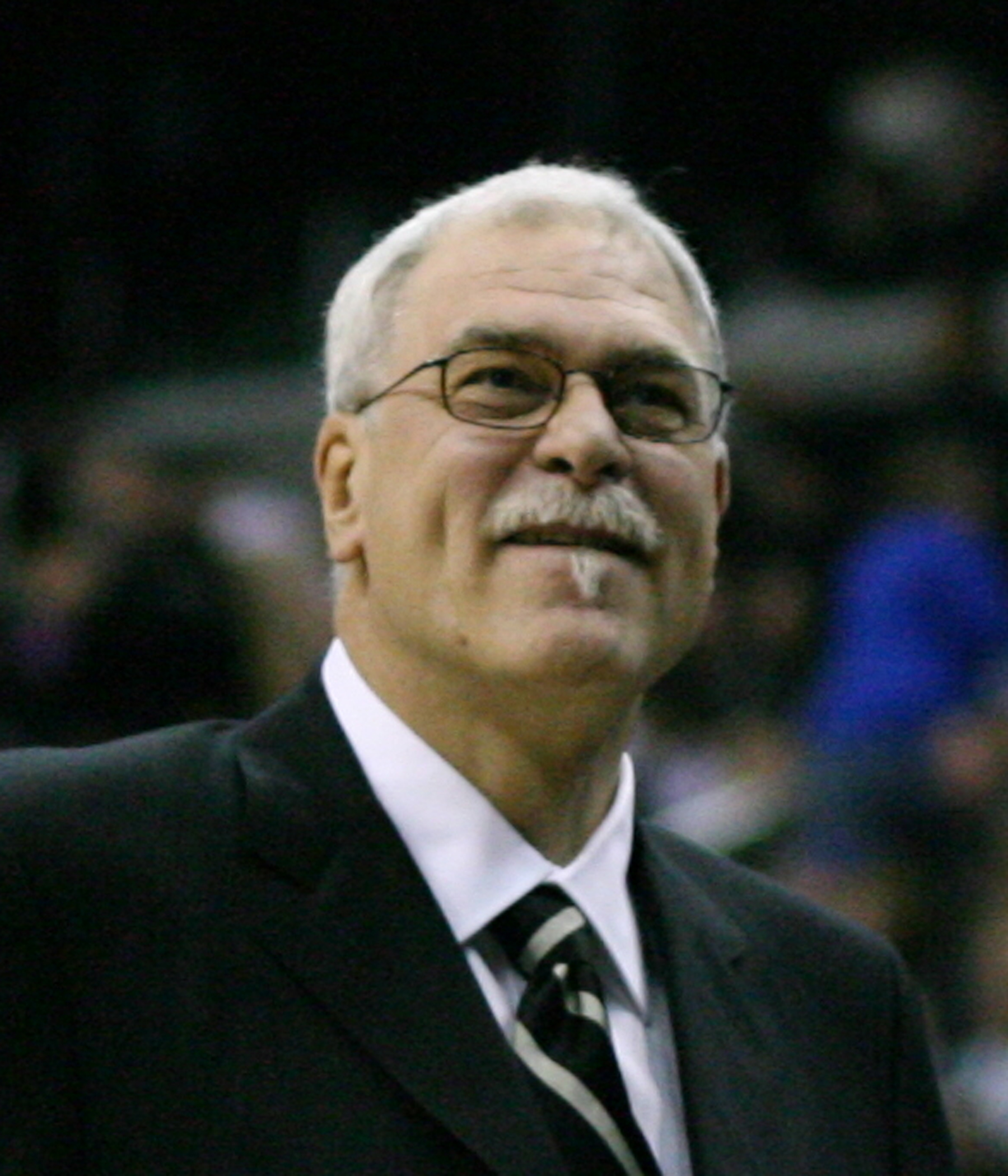
필 잭슨

필립 더글러스 ("필") 잭슨(Philip Douglas ("Phil") Jackson, 1945년 9월 17일 ~ )는 전 미국의 NBA 농구 선수, 감독과 총장이다. 파워 포워드인 잭슨은 NBA에 12개의 시즌에서 활약하여 1970년과 1973년 뉴욕 닉스와 함께 NBA 챔피언십을 우승하였다. 1989년부터 1998년까지 잭슨은 시카고 불스의 총감독이었으며 그 동안 불스는 6개의 NBA 챔피언십을 우승하였다. 그러고나서 그는 1999년부터 2004년까지 로스앤젤레스 레이커스를 감독하고, 2005년부터 2011년까지 또다시 그 팀의 감독을 맡았다. 그의 지도 아래 레이커스는 5개의 챔피언십을 우승하였다. 총계로 봐서 잭슨은 감독으로서 11개의 NBA 타이틀을 우승하여 레드 아워바크에 의하여 세워진 이전의 9개의 기록을 능가하였다. 그는 가장 혼합된 챔피언십을 위한 NBA 기록을 보유하고 있다.
잭슨은 텍스 윈터의 삼각 공격을 이용하기로 물론, 동양 철학에 의하여 영향을 받은 감독직으로 전체론 접근으로 알려져 "선사"라는 별명이 붙었다. 잭슨은 로버트 퍼시그의 저서 〈Zen and Art of Motorcycle Maintenance〉를 자신의 인생에서 주요 안내력의 하나로서 인용하였다. 그는 또한 자신의 저서 〈Sacred Hoops〉에서 보도되면서 아메리카 인디언의 영혼적 실행들을 신청하기도 하였다. 그는 자신의 팀과 자신의 농구 방책들에 관한 몇몇의 솔직한 책들의 저자이다. 2007년 잭슨은 네이스미스 농구 명예의 전당으로 헌액되었다. 1996년 NBA 50주년을 위한 축제로서 잭슨은 리그 역사상 위대한 10명의 감독들 중의 하나로 임명되었다.
잭슨은 2011년 감독에서 물러나 2014년 3월 총장으로서 닉스에 가입하였다. 2017년 6월 28일 닉스의 회장으로서 해고되었다.

## 어린 시절
몬태나주 디어로지에서 태어났다. 그의 부모 찰스와 엘리자베스 잭슨은 둘다 하나님의 성회 목사들이었다. 모친은 하나님의 성회로 자신의 개종 전에 독일 메노나이트의 혈통을 이어받았다. 자신들이 섬긴 교회들에서 정통적으로 부친은 일요일 아침에, 모친은 일요일 저녁에 설교하였다. 결국적으로 부친이 목사의 감독자가 되었다. 필과 그의 2명의 형제와 그의 이복 누이는 엄한 환경에서 몬태나주의 벽촌에서 자라왔다. 잭슨은 자신이 고등학생이 될 때까지 자신의 첫 영화를 보지않았고 대학에서 처음으로 춤을 추러 갔다.

## 학교 경력
잭슨은 노스다코타주 윌스턴에서 있는 고등학교에서 수학하여 자신이 대표팀 농구를 하여 팀을 2개의 주립 타이틀로 이끌었다. 그는 또한 미식축구를 하고, 야구 팀에서 투수를 맡았으며 육상 경연 대회에서 원반던지기를 하였다. 그 고등학교는 이제 그의 이름을 딴 운동장이 있다. 잭슨은 몇몇의 야구 스카웃들의 주의를 끓어들였다. 그들의 기록들은 이전적으로 야구를 하고 애틀랜타 브레이브스를 위하여 스카우팅을 해 온 훗날의 NBA 감독 빌 피치에게 그들의 길을 찾았다. 잭슨의 주니어 해 동안 1962년의 봄 피치는 노스다코타 대학교의 농구 팀 총감독으로 차지하였다.

## 대학 경력
빌 피치는 성공적으로 잭슨을 노스다코타 대학교로 징집하였다. 거기서 잭슨은 잘 활약을 하여 자신의 신입생과 주니어 해(1965년과 1966년)에 NCAA 디비전 2회에서 파이틱 수가 3위와 4위를 하는 데 도움을 주었다. 양해에 그들은 서던일리노이 살루키스에게 패하였다. 잭슨의 훗날의 닉스 팀 동료 월트 프레이저는 살루키스의 가장 큰 스타 선수였으나 1966년 프레이저가 학구적으로 부적격이 되면서 둘은 1965년에만 서로 마주쳤다.

## NBA 선수 경력
1967년 잭슨은 뉴욕 닉스에 의하여 2 라운드에서 드래프트되었다. 유별나게 긴 팔과 함께 자신이 만능의 선수였던 동안에 그는 공격적으로 제한되었고 지능과 보충되어 방어에서 열심히 하였다. 자신의 활약 시간이 아주 작음에 불구하고 잭슨은 결국적으로 팬의 총아로서와 NBA의 지도력있는 보결 선수들 중의 하나로서 자신을 설립하였다. 1973년 NBA 타이틀을 우승한 닉스에 최고 준비 선수였다. 뉴욕 닉스의 1969년 ~ 70년 시즌 동안에 척골 융합 수술을 받은 이유로 잭슨은 선수 활약을 하지 않았는 데 닉스의 1970년 챔피언십 경기의 사진 일기 〈Take It All〉을 저서하였다.
1973년 타이틀 후에 곧 몇몇의 주요 출발 선수들이 은퇴하여 출발의 정렬에서 잭슨을 위한 개막을 창조하였다. NBA의 1974년 ~ 75년 시즌에서 잭슨과 밀워키 벅스의 밥 댄드리지는 각각 330개와 함께 총 개인적 파울을 위한 지도력을 나누었다. 이 시간 동안에 잭슨은 뉴저지주 리오니아에 살았다. 뉴저지 네츠를 위하여 2개의 시즌들을 활약하는 데 1978년 허드슨강을 건너간 후, 그는 1980년 선수로서 은퇴하였다.

## 감독 경력
자신의 선수 경력의 말기에 이어진 즉시의 세월들에 잭슨은 CBA와 BSN(푸에르토리코의 국가 대표 농구 협회) 같은 저급의 프로 리그들에서 감독을 맡았다. CBA에 있는 동안 그는 자신의 첫 감독을 맡은 챔피언십을 우승하여 1984년 올버니 패트룬스를 그들의 첫 타이틀로 지도하였다. 푸에르토리코에서 그는 피라타스 데 케브라디야스(1984년과 1987년)와 갈리토스 데 이사벨라(1984년 ~ 86)를 감독하였다. 그는 정규적으로 NBA의 직업을 추구하였으나 거절되었다. 잭슨은 자신의 활약 시기 동안 반체제에 동정심으로 지내온 평판을 얻었다.

### 시카고 불스 (1987 ~ 98)

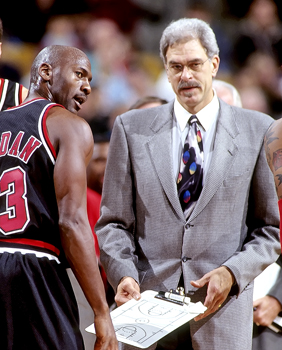
마이클 조던과 잭슨 감독

1987년 잭슨은 더그 콜린스 아래 시카고 불스의 수석 코치로서 기용되었다. 그는 1989년 총감독으로 진급되었다. 그 일은 자신이 텍스 윈터를 만났던 무렵이었고 윈터의 삼각 공격의 신봉자가 되었다. 9개의 시즌에 잭슨은 불스를 6개의 챔피언십으로 감독을 맡아 갈라진 3년 기간에 3연속 챔피언십을 우승하였다. "3연승"은 1959년부터 1966년까지 보스턴 셀틱스가 8개의 타이틀을 우승한 이래 처음이었다.
잭슨과 불스는 매년 플레이오프를 이루었으며 3번 밖에 타이틀을 우승하는 데 실패하였다. 1992년 ~ 93년 시즌 후 마이클 조던의 첫 은퇴는 첫 "3연승"의 종말에 특정을 지었고, 1995년 플레이오프 전에 조던이 복귀하였어도 올랜도 매직에 의하여 탈락된 플레이오프를 방지하는 데 충분하지 않았다.
불스의 성동에 불구하고 잭슨과 불스의 총장 제리 크라우스 사이의 긴장이 자라났다. 어떤이들은 크라우스가 챔피언십 팀을 짖기 위하여 미인정 받고 잭슨이 크라우스가 자신의 첫 NBA 감독 직업을 주기위하여 그에게 신세를 지었다고 믿었다. 1997년의 여름 불스의 수석 코치들 중의 하나가 당시 아이오와 주립 대학교의 총감독이자 잭슨의 결국적인 후계자 팀 플로이드였어도 잭슨은 크라우스 총장의 의붓딸의 결혼식에 초청되지 않았다. 계쟁의 협상들이 일어난 후, 잭슨은 1997년 ~ 98년 시즌 만을 위하여 계약이 맺어졌다. 크라우스는 만약 불스가 1997년 ~ 98년 타이틀을 우승하였어도 잭슨이 다시 기용되지 않을 것이라고 강조하여 계약을 공고하였다.
1998년 조던의 시기의 불스의 마지막 타이틀 후에 잭슨은 팀을 떠났다. 한해를 빼먹은 후, 그는 1999년 로스앤젤레스 레이커스와 함께 다른 기회를 주는 데 결정하였다.

### 로스앤젤레스 레이커스 (1999 ~ 2004)

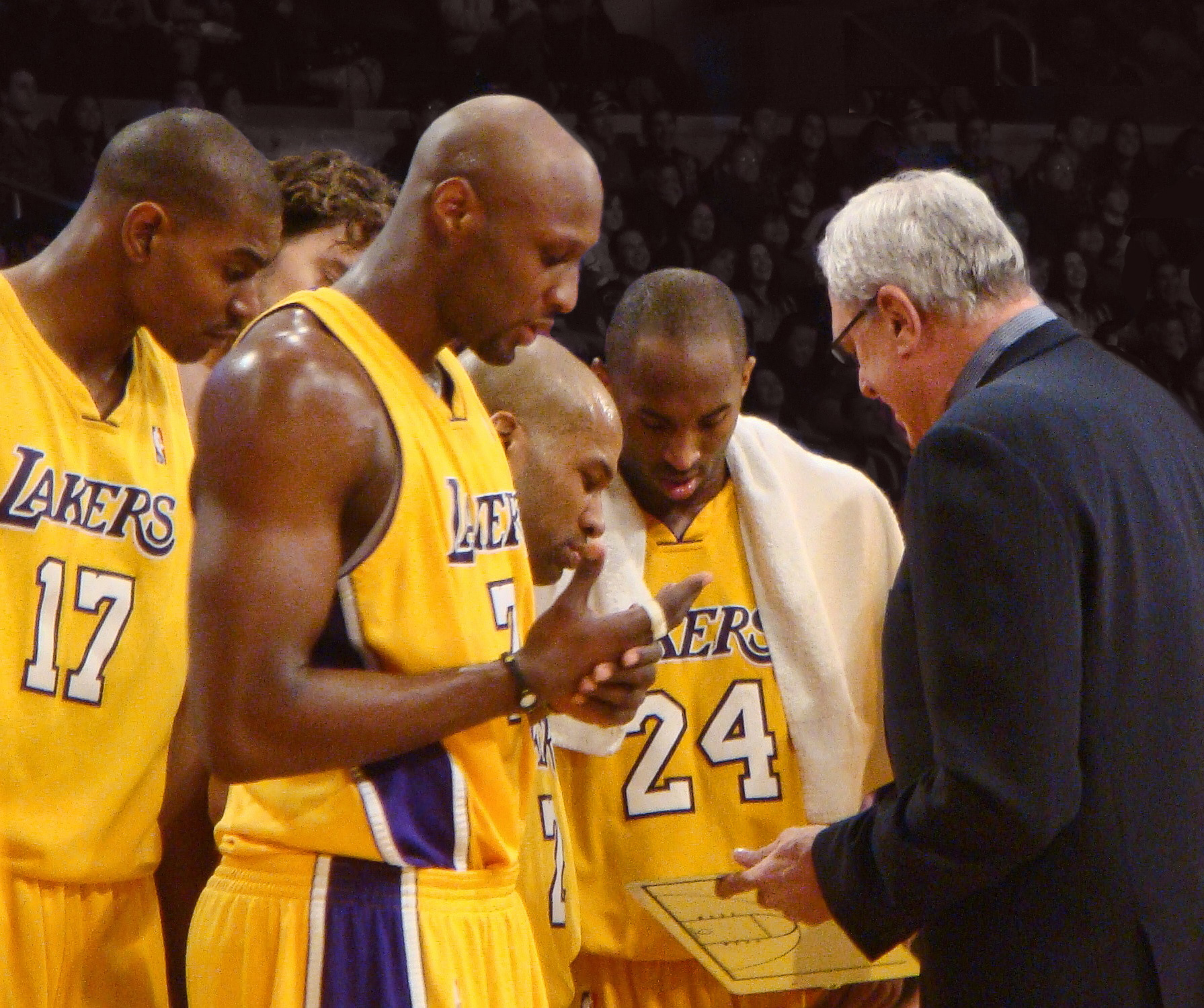
로스앤젤레스 레이커스 감독 시절의 잭슨

잭슨은 재능있는 레이커스를 차지하여 자신이 불스에서 한 것 같이 즉시 결과들을 산출하였다. 레이커스에서 자신의 첫 해에 팀은 리그의 정상에 오르는 데 정규 시즌 동안 67 승 15 패로 갔다. 컨퍼런스 결승들에 도달한 그들은 완고한 7개의 경기 시리즈에서 포틀랜드 트레일블레이저스를 해치고 2000년 NBA 챔피언십에서 인디애나 페이서스를 꺾고 우승하였다.
샤킬 오닐과 코비 브라이언트의 재능적 슈퍼스타 듀오, 글렌 라이스, 데릭 피셔, 릭 폭스, 데빈 조지, A. C. 그린, 로버트 호리와 브라이언 쇼의 강한 성원, 그리고 전 불스 소속의 호러스 그랜트, 론 하퍼와 존 샐리의 보조와 함께 잭슨은 2001년과 2002년 각각 필라델피아 세븐티식서스와 뉴저지 네츠를 상대로 레이커스를 2개의 추가적 타이틀로 지도하여 총감독으로서 자신의 3번째 "3연승"으로 추가하였다. 레이커스가 향한 가장 심각한 도전은 그들의 컨퍼런스 라이벌 새크라멘토 킹스로부터였다.
하지만 브라이언트와 오닐 사이의 부상, 약한 벤치 활약과 만발한 공공적 긴장이 팀을 느리게 하였고, 그들은 2003년 NBA 플레이오프의 2 라운드에서 결국적인 챔피언 샌안토니오 스퍼스에게 패하였다. 후에 잭슨은 브라이언트와 자주 충돌하였다. 잭슨의 "삼각 공격"에서 두드러진 실력이 있는 동안 브라이언트는 잭슨의 농구의 품질을 위하여 개인적 혐오를 가졌다. 경기들에서 브라이언트는 가끔 자신의 1 대 1의 동작들에서 실험으로 세워진 공격을 소홀히 하여 보통적으로 침착한 잭슨을 화나게 하였다. 브라이언트는 "선사"가 브라이언트 마저 이적되기를 요구하는 데 충분한 잭슨의 참을성을 시험할 수 있었다.
2003년 ~ 04년 시즌을 대비하여 레이커스는 각각 유타 재즈와 시애틀 슈퍼소닉스의 프랜차이즈 선수들로 지내온 NBA의 스타 베테랑 칼 멀론과 게리 페이턴을 계약 맺어 NBA 역사상 최고 기록과 함께 팀이 완료하는 어떤이들에 의한 예언으로 지도하였다. 그러나 훈련 캠프의 첫날부터 레이커스는 주의 산만들에 의하여 포위되었다. 브라이언트의 성폭행 혐의를 위한 재판, 오닐과 브라이언트 사이의 지속된 저격과 되풀이된 잭슨과 브라이언트 사이의 논쟁들이 모두 시즌 동안 팀에 영향을 주었다. 이 주의 산만들에 불구하고 레이커스는 2004년 NBA 결승전으로 나가는 데 전직 챔피언 스퍼스를 꺾고 타이틀을 다시 얻는 데 후보 팀이었다. 하지만 레이커스는 자신들을 지배하는 데 강한 방어를 이용한 디트로이트 피스턴스에 의하여 4 대 1로 패하였다. 이 일은 NBA 결승전에서 잭슨이 감독으로서 패한면서 10개의 시도들에서 처음으로 특징이 지어졌다.
6월 18일 피스턴스에 패한지 3일 후, 레이커스는 잭슨이 감독으로서 자신의 직위를 떠날 것이라고 공고하였다. 잭슨은 자신의 만기된 계약에 6백만 달러에서 1천 2백만 달러로 자신의 샐러리를 2배로 하는 데 추구하고 있었다. 윈터는 만약 브라이언트가 복귀한다면 그가 레이커스로 돌아오는 것을 원하지 올스타 브레이크에서 잭슨이 공고하였다고 말하였다. 레이커스의 소유자 제리 부스 박사가 보고적으로 브라이언트의 편을 들면서 많은 팬들은 잭슨의 이탈을 곧바로 브라이언트의 소원에 귀착시켰다. 잭슨, 브라이언트와 부스는 모두 브라이언트가 잭슨을 여기는 명백한 요구를 일으킨 것을 부인하였다. 하지만 오닐을 이적시키고 브라이언트를 간직하는 데 그 의지의 총장 미치 쿠프채크의 공고를 들은 오닐은 잭슨의 이탈과 함께 브라이언트의 소원들로 프랜차이즈가 참으로 이용하고 있다는 느낌이 들었다. 마이애미 히트로 오닐의 이적은 레이커스를 3개의 챔피언십 타이틀로 이끈 "3연승"의 종말이었다.
그 해 가을 잭슨은 2003년 ~ 04년 레이커스 팀을 둘러싼 긴장들의 자신의 전망을 묘사한 책 〈The Last Season〉을 펴냈다.
잭슨과 오닐 없이 레이커스는 코트에 더욱 빠른 속력을 낸 팀이 되는 데 강요되었다. 그들이 시즌의 첫 절반에 약간의 성공을 이루었어도 브라이언트와 레이마 오덤을 포함한 몇몇의 선수들에게 생긴 부상이 팀을 논쟁의 밖으로 나가는 데 강요하여 2004년 ~ 05년 시즌에 34 승 48 패로 가 11년 만에 처음으로 플레이오프를 놓쳤다. 잭슨의 후임 감독 루디 토먀노비치는 41개의 경기만 감독한 후 시즌을 통한 중간에 사임을 하였다.

### 레이커스로 복귀 (2005 ~ 11)

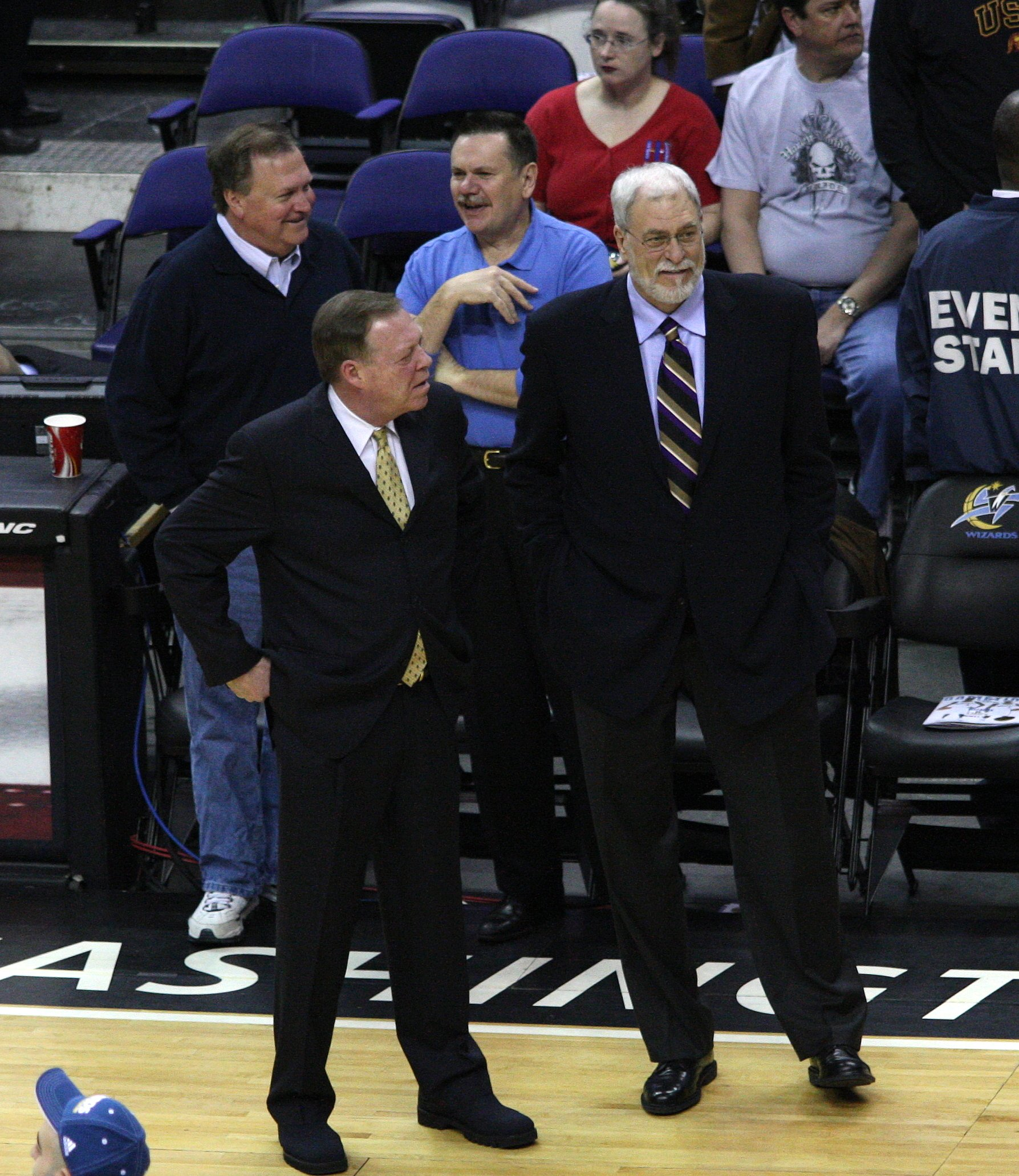
레이커스의 수석 코치 프랭크 햄블렌(왼쪽)과 함께

2005년 6월 15일 레이커스는 잭슨을 다시 기용하였다. 잭슨은 레이커스를 7번째 플레이오프로 이끌었다. 다시 한번 삼각 공격에 의하여 통합된 무욕의 관념을 승진시킨 팀은 특히 시즌의 마지막 달에 대리의 결과들을 이루었다. 잭슨은 또한 일찍이 그를 벤치로 다시 데려오는 욕망을 보인 브라이언트와 솔기 없게 활약하였다. 브라이언트의 정규 시즌 상연은 그가 타이틀을 득점하는 리그 우승을 주어 MVP 투표에서 그를 최종적 후보로 만들었다. 하지만 레이커스는 최종적 MVP 우승자 스티브 내시에 의하여 이끌어진 피닉스 선스를 상대로 완고한 2006년 첫 라운드 매치업을 향하였다. 그 일은 잭슨의 팀이 플레이오프의 2번째 라운드를 도달하는 데 처음으로 실패한 것이다. 4번째 경기를 우승하는 데 초과 경기에서 브라이언트에 의하여 마지막 2번째 슛에 이어 레이커스는 3 대 1로 이끌어졌으나 선스가 마지막 3개를 우승하여 시리즈를 차지하였다.
2007년 1월 7일 잭슨은 자신의 900번째 경기를 우승하고, 그러고나서 NBA 감독들을 위한 사상 우승에 자신을 9위로 놓았다. 이 우승과 함께 잭슨은 1264개의 경기만에서 900개의 경력 우승에 도달하는 데 빠른 감독이 되어 팻 라일리 감독의 1278개의 경기에서 900개 우승의 이전 기록을 깼다.
12월 12일 며칠에 대비하여 감독으로서 지우에 돌아올 것이라고 공고한 후 잭슨은 2009년 ~ 10년 시즌의 말기를 통하여 레이커스와 함께 자신의 기간을 지속시키는 데 2년 계약 확장을 맺었다.
2007년 ~ 08년 시즌 동안 레이커스는 멤피스 그리즐리스와 함께 이적에서 파우 가솔을 획득하였다. 브라이언트와 짝을 이루는 데 다른 스타 선수와 함께 잭슨은 셀틱스를 상대로 2008년 NBA 결승전에서 레이커스를 출연으로 감독하였다. 셀틱스는 시리즈를 4 대 2로 우승하며, 6번째 경기에서 잭슨과 레이커스에게 자신들의 최악의 플레이오프 패배를 안겼다. 그 일은 잭슨이 NBA 결승전들에서 잭슨이 패한 11번째 출연에서 2번째일 뿐이다.
12월 25일 지난 해의 결승전 이래 자신들의 첫 매치업에서 레이커스가 셀틱스를 꺾으면서 잭슨은 1,000개의 경기들을 우승하는 데 6번째 감독이 되었다. 그는 1000개의 경기를 우승하는 데 가장 빨랐으며 자기보다 11개의 더 많은 경기들을 차지한 팻 라일리를 앞섰다.
잭슨은 2009년 유타 재즈, 휴스턴 로키츠와 덴버 너기츠를 꺾어 NBA 결승전으로 다시 레이커스를 감독하였다. 결승전에서 레이커스는 올랜도 매직을 4 대 1로 꺾어 감독으로서 잭슨의 10번째 NBA 챔피언십을 결말을 지어 이전에 레드 아워바크에 의하여 우승한 가장 많은 챔피언십의 기록을 능가하였다.
2010년 6월 1일 잭슨은 2010년 ~ 11년 시즌을 위하여 레이커스로 돌아올 것이라고 공고하였다. 8월 2일 잭슨은 그 시즌이 자신의 마지막일 것이라고 의미하며 레이커스와 새로운 계약을 맺었다. 2011년 1월 그는 그 시즌이 자신의 마지막 시즌이라고 되풀이 하여 과거에 자신이 재숙고하려고 한 가능성이 있었다고 설명하였다. 결국적 NBA 챔피언 댈러스 매버릭스에 의하여 컨퍼런스 준결승전에서 레이커스가 휩쓸어진 후, 잭슨은 감독직을 사임하였다.
2012년 ~ 13년 시즌 초순에 레이커스가 잭슨의 후임 마이크 브라운을 해고시킨 후, 그들은 브라운을 대체하는 데 잭슨에게 접근하였다. 잭슨은 오프닝을 숙고하는 데 이틀을 요구하였다. 그는 레이커스가 자신의 응답을 기다릴 것이라고 믿었으나 레이커스는 그 일은 자신들이 추구를 지속하는 데 이해되었는 줄로 알았다. 다음날 팀은 마이크 디앤토니와 이야기하고, 그를 기용하였다. 그들은 디앤토니의 플레이의 빠른 속력 스타일이 팀을 위하여 그를 "거대한 적합"으로 만들어 잭슨의 구성된 삼각 공격보다 더욱 어울린다고 느낌이 들었다. 부스 박사의 선취권은 레이커스를 위하여 넓게 열린 공격을 가지는 것으로 지내왔다. 디앤토니의 계약으로 이끄는 2개의 경기들에서 스테이플스 센터에서 레이커스 팬들은 잭슨을 원한다고 외쳤다.

## 총장 경력
2014년 잭슨은 뉴욕 닉스와 함께 몇달간 토론에 놓여있었고, 팀과 함께 총장 직위를 여겼다. 3월 18일 그는 5년 6천만 달러의 계약을 맺은 후, 닉스의 회장으로 소개되었다.
4월 21일 시즌의 종말 후 1주에 마이크 우드슨과 그의 전체 직원들은 잭슨에 의하여 해고되었다. 닉스는 37 승 45 패의 기록과 함께 시즌을 끝내며 동부 컨퍼런스 경기에서 9위를 하였다.
6월 9일 닉스는 데릭 피셔를 총감독으로 기용하였다. 피셔는 잭슨 아래 레이커스의 선수로 활약하여 함께 5개의 챔피언십을 우승하였다.
6월 25일 닉스는 전 "올해의 NBA 방어적 선수" 타이슨 챈들러와 더불어 가드 레이먼드 펠턴을 매버릭스로 이적시켰다. 복귀에서 닉스는 이어진 날의 드래프트에 이어 2개의 선택권과 더불어 셰인 라킨, 호세 칼데론, 새뮤얼 데일럼버트와 웨인 엘링턴을 받았다. 이적은 처음으로 잭슨이 총장으로서 실행한 일이었다. 6월 26일 그해의 NBA 드래프트의 일부로서 닉스는 34위에서 클린서니 얼리와 51위에서 타나시스 안테코쿰포를 선발하여 매버릭스로부터 이적에서 받은 드래프트 선발을 이용하였다. 닉스는 또한 페이서스에서 이적된 추가적 2번째 라운드 드래프트 선택인 루이스 라베이리를 얻었다.
2015년 1월 7일 닉스는 13연속 패배와 함께 프랜차이즈 기록을 세웠다. 닉스는 워싱턴 위저즈에게 101 대 91로 떨어저 프랜차이즈의 69년 역사상 장기적 연속적 패배를 안겼다. 그들은 17 승 65 패의 기록과 함께 시즌을 끝냈으며, 역사상 최악의 기록이다.
그해 6월 25일 닉스는 2015년 NBA 드래프트에 4위에서 라트비아의 크리스탑스 포르진지스를 선발하여, 7월 30일 닉스와 함께 자신의 신인 선수 등급 계약을 맺었다. 같은날 밤에 닉스는 19번째 선발에서 팀 하더웨이 주니어를 이적시켰다. 포르진지스는 2016년 시즌을 위한 NBA 올스타 퍼스트 팀의 선발 선수였다.
2017년 닉스와 함께 잭슨의 마지막 NBA 드래프트에서 그는 프랑스의 포인트 가드 프랑크 은틸리키나를 선발하였다. 2번째 라운드에서 잭슨은 데이미언 돗슨과 오그녠 야라마즈를 선발하였다.
6월 28일 닉스는 공식적으로 잭슨과 함께 방향들을 가르는 데 공동의 결정을 공고하였다. 방향의 가르기 위하여 사색된 이유는 잭슨의 카멜로 앤서니를 매입하는 시도와 포르진지스와 매우 공공적 투쟁이었다. 잭슨의 직위는 그의 전 부하 스티브 밀스에 의하여 대체되었다.

## 수상
1996년 잭슨은 "올해의 NBA 감독" 상을 수상하였다. 동년에 그는 투표에 의한 10명의 거대한 NBA 감독들 중의 하나로 임명되었다. 동시에 그는 자신의 8년째 감독직에 있었고, 7년에 대비하여 그는 574개의 경기들을 감독하여 160개 만의 패배와 함께 414개의 경기들을 우승하였으며, 사상 명단에 놓인 코치들의 최고 승패율 72.1%를 가졌다. 그는 지속적으로 자신의 훗날의 경력에서 자신의 성공을 이루었으며, 전망에서 누적하는 경력들에 그는 아무 감독의 최고 승패율 70.4%(1155 승, 485 패)를 유지하였다.
2002년과 2010년 미국 스포츠 아카데미는 잭슨에게 애머스 알론조 스태그 감독 상을 수여하였다.
잭슨은 노스다코타 주립 러프라이더 상의 수상자이다.